# Natalija Kazka
Natalija Oleksandrivna Kazka, nota anche con lo pseudonimo di Natalya Məmmədova (in ucraino Наталія Олександрівна Казка?; Donec'k, 2 dicembre 1984), è un'ex pallavolista ucraina naturalizzata azera nel ruolo di schiacciatrice e opposto.

## Carriera
La carriera professionistica di Natalya Skazka inizia nella stagione 2002-03, quando esordisce nella Superliga russa tra le file dello Zareč'e Odincovo, vincendo la Coppa di Russia. Nella stagione seguente viene ingaggiata dall'Azərreyl nella Superliqa azera, dove gioca per due annate vincendo due campionati; dopo aver ottenuto la cittadinanza sportiva azera, diventando nota come Natalya Məmmədova, nel 2004 riceve le sue prime convocazioni in nazionale, raggiungendo un anno dopo il quarto posto al campionato europeo 2005.
Nel campionato 2005-06 si trasferisce in Svizzera al Voléro Zurigo, club impegnato in Lega Nazionale A, vincendo lo scudetto e la coppa nazionale. Nel campionato seguente fa ritorno all'Azərreyl, ma a metà annata viene ceduta al Chieri Volley, nella serie A1 italiana.
Ritorna al Voléro Zurigo nella stagione 2007-08, ma a metà annata viene ceduta all'Ícaro, club della Superliga Femenina de Voleibol spagnola col quale raggiunge le finali scudetto. Nella stagione successiva firma per il Türk Telekom, club della Voleybol 1. Ligi turca. Dopo aver militato nuovamente in Russia per il campionato 2009-10 con la Dinamo Krasnodar, nel campionato seguente torna in Azerbaigian per due annate, ingaggiata dal Rabitə Baku, club con il quale vince due scudetti e la Campionato mondiale per club 2011.
Nel campionato 2012-13 firma per un biennio con l'Omička, ancora nella massima divisione russa, mentre nel campionato 2014-15 torna nuovamente al Volero Zurigo, dove rimane per tre annate durante le quali vince altrettanti scudetti e coppe nazionali e una Supercoppa svizzera. Per la stagione 2017-18 si accasa alla Dinamo-Kazan, sempre in Superliga, vincendo la Coppa di Russia, torneo nel quale viene premiata come miglior giocatrice.
Si ritira al termine della stagione 2020-21.

## Palmarès

### Club
- Campionato azero: 4

2003-04, 2004-05, 2010-11, 2011-12
- Campionato svizzero: 4

2005-06, 2014-15, 2015-16, 2016-17
- Campionato kazako: 1

2018-19
- Coppa di Russia: 2

2002, 2017
- Coppa di Svizzera: 4

2005-06, 2014-15, 2015-16, 2016-17
- Coppa del Kazakistan: 1

2018-19
- Supercoppa svizzera: 1

2016
- Campionato mondiale per club: 1

2011

### Premi individuali
- 2011 - Champions League: Miglior servizio
- 2011 - Superliqa: Miglior attaccante
- 2012 - Superliqa: MVP
- 2017 - Coppa di Russia: MVP